# Nina von Arx
Nina von Arx, auch bekannt unter den Namen Nina Sonja Peterson, Nina Sonya Peterson, Nina Peterson (* 10. Oktober 1969 in Hamburg) ist eine deutsche Schauspielerin. Einem breiten Publikum wurde sie als „Vera Klingenberg“ in der Serie girl friends – Freundschaft mit Herz bekannt. 

## Leben
Nach dem Abitur ging von Arx in die Schweiz, um Schauspielunterricht zu nehmen. Sie besuchte dort von 1990 bis 1991 die Schauspielschule Totales Theater in Bern. Bei einem Theaterworkshop in Berlin wurde ihr plötzlich klar, dass sie nach Amerika möchte. Sie war dann von 1992 bis 1993 bei Susan Batson in der Schauspielschule The Actors Studio in New York und lebte in Greenwich Village. Durch Zufall lernte sie einen Freund Robert De Niros kennen, der beide miteinander bekannt machte, was damit endete, dass sie eine kleine Rolle in dem Kinofilm A Bronx Tale bekam. Sie bekannte seinerzeit in einem Interview: „Robert De Niro war total nett, von Starallüren keine Spur. Eine tolle Persönlichkeit. Ich wurde sogar zu seiner Geburtstagsfeier eingeladen, wo ich neben anderen Hollywoodstars auch Roberts Familie kennenlernte“.
Im Jahr 1994 wurde von Woody Allen eine Französin für seinen Film Bullets Over Broadway gesucht. Von Arx hatte den Akzent gelernt, gab sich als Französin aus und bekam diese kleine Rolle. Sie äußerte sich in einem Interview über Woody Allens Reaktion. „Er hat gelacht, als er erfuhr, dass ich nicht aus Frankreich komme. Er ist sehr bescheiden, klein und freundlich“.
Nach einer gescheiterten Kurzehe mit dem Schauspieler George Orange kehrte Nina von Arx 1994 nach Deutschland zurück. Im Jahr 1995 übernahm sie unter ihrem damaligen Namen Nina Sonja Peterson die Rolle der Vera Klingenberg, Mitarbeiterin im Hansson-Palace-Hotel im Schreibpool, in der ZDF-Serie girl friends – Freundschaft mit Herz, die sie durchgehend von Folge 1 bis Folge 60 spielte. Dann stieg sie aus der 89-teiligen Serie aus.
Nina von Arx spricht Englisch und Französisch und gibt als bevorzugte Sportarten Reiten, Karate, Tauchen und Skifahren an. Sie spielt außerdem Klavier.

## Filmografie
(wenn nicht anders angegeben, immer unter dem Namen Nina Sonja Peterson. Rollen ab 2010 als Nina von Arx)
- 1981: Sølvmunn
- 1989: Zombie Town (Chrome Hearts)
- 1991: Großstadtrevier (Fernsehserie, Staffel 5 Folge 7: Menschlich allzu menschlich)
- 1993: Carlito’s Way
- 1993: In den Straßen der Bronx (A Bronx Tale)
- 1994: Bullets Over Broadway
- 1995: Zweier mit Steuermann
- 1995: The White Man’s Burden
- 1996: Shanghai – Eltern für mein Kind
- 1996: alphateam (Fernsehserie)
- 1997: Stubbe – Von Fall zu Fall (Fernsehserie, Folge 11: Stubbe und Elli)
- 1997: Evelyn Hamanns Geschichten aus dem Leben (Folge: Wie die Jungfrau zum Kinde)
- 1995–1998: girl friends – Freundschaft mit Herz
- 1999: Makellos (Flawless)
- 1999: Alphateam – Die Lebensretter im OP (Folge: Alte Wunden)
- 1999: Fieber (Fernsehserie)
- 2000: Hotel Elfie (Fernsehserie, Pilotfilm)
- 2003: Rosamunde Pilcher: Gewissheit des Herzens
- 2010: Malika (Kurzfilm)
- 2010: Vannliljer i blomst (Kurzfilm)
- 2010: Husk meg i morgen (Kurzfilm)

## Theaterrollen (Auswahl)
- 1996/97: Waiting (Peer Gynt) – Rolle: Solveig
- 1998/99: Autoreverse I.O. – Rolle: Birgit
- 1998/99: Delete 2.1 – Rolle: Anna